# Blažená nevědomost
Blažená nevědomost (v anglickém originále Ignorance Is Bliss) je devátá epizoda z šesté řady amerického lékařského dramatu Dr. House.

## Děj
V předvečer díkůvzdání se House a tým ujímají případu Jamese Sidase (Esteban Powell), výjimečně geniálního fyzika (IQ 178), ve skutečnosti nejmladšího člověka, který kdy absolvoval MIT a který svou úspěšnou kariéru vyměnil za práci jako kurýr a za život s inteligentně slabší manželkou (IQ 87). Pro nemocného pacienta je inteligence jen bídná zátěž, která ho odcizuje od ostatních. Tým nakonec dostává podezření, že pacient trpí idiopatickou trombocytopenickou purpurou, ale splenektomie nezlepšuje jeho stav a tím tuto diagnózu vylučuje.  
Později se však zjistí, že trpěl depresí v období jeho dospívání kvůli jeho osamělosti způsobené vysokým intelektem. To ho dovedlo až k pokusu o sebevraždu. House si uvědomuje, že žebra, které si zlomil, rozdělila jeho slezinu na několik částí, a proto byla léčba bez účinku - celou dobu šlo o purpuru. Zbývající příznaky jsou vysvětleny po objevení toho, že požíval dextrometorfan (smíchaný s alkoholem, aby se zabránilo poškození mozku), díky kterému dosáhl snížení svého intelektu. Když se Sidas opět stává géniem díky tomu, že již nezneužívá návykové látky, začíná pracovat v aplikované fyzice, kreslí schéma toroidního heliconového plazmového zařízení. Zjišťuje, že se svou manželkou nemůže být se svým původním intelektem. House v podstatě pomáhá „lobotomizovat Einsteina“ tím, že mu vrátí léky, protože pacient si přeje být hloupý a šťastný, spíše než chytrý a mizerný. 
House se snaží rozvést Lucase a Cuddyovou na večeři díkůvzdání. Cuddyová mu však úmyslně dává špatnou adresu, aby mu zabránila v tom, aby večer zkazil. Poté se House vloupá do Lucasova domu a předstírá opilost, říká Lucasovi, jak moc chce být s Cuddyovou. Cuddy příští ráno dorazí do Houseova bytu a lže mu o tom, že se rozešla s Lucasem. Později v epizodě House zjistí, že lhala poté, co nepřijala bezplatné vstupenky, které jí nabídl. 
Mezitím se Chase snaží vypořádat s tím, že ho Cameronová opustila, každý ho snaží utěšit. Výsledkem je to, že Chase udeří House do obličeje. Později se mu omlouvá a říká Houseovi, že to byl jediný způsob, jak udržet ostatní pryč. 
Taub má problémy se svou ženou, protože si myslí, že i ve věku 40 let stále vykonává práci stážisty, namísto vlastní soukromé praxe. Taub ji přesvědčí, že konfrontoval House za to, že mu zabránil jít na večeři díkůvzdání tím, že jí ukázal obrázek rozbité tváře House (kterou mu rozbil Chase) a prohlásil, že byl zodpovědný, což ji uklidňuje.

## Diagnózy
- správná diagnóza: trombocytopenická purpura (TTP) komplikovaná vícečetnými slezinami + intoxikace dextrometorfanem